# Sobór Świętych Ziemi Estońskiej

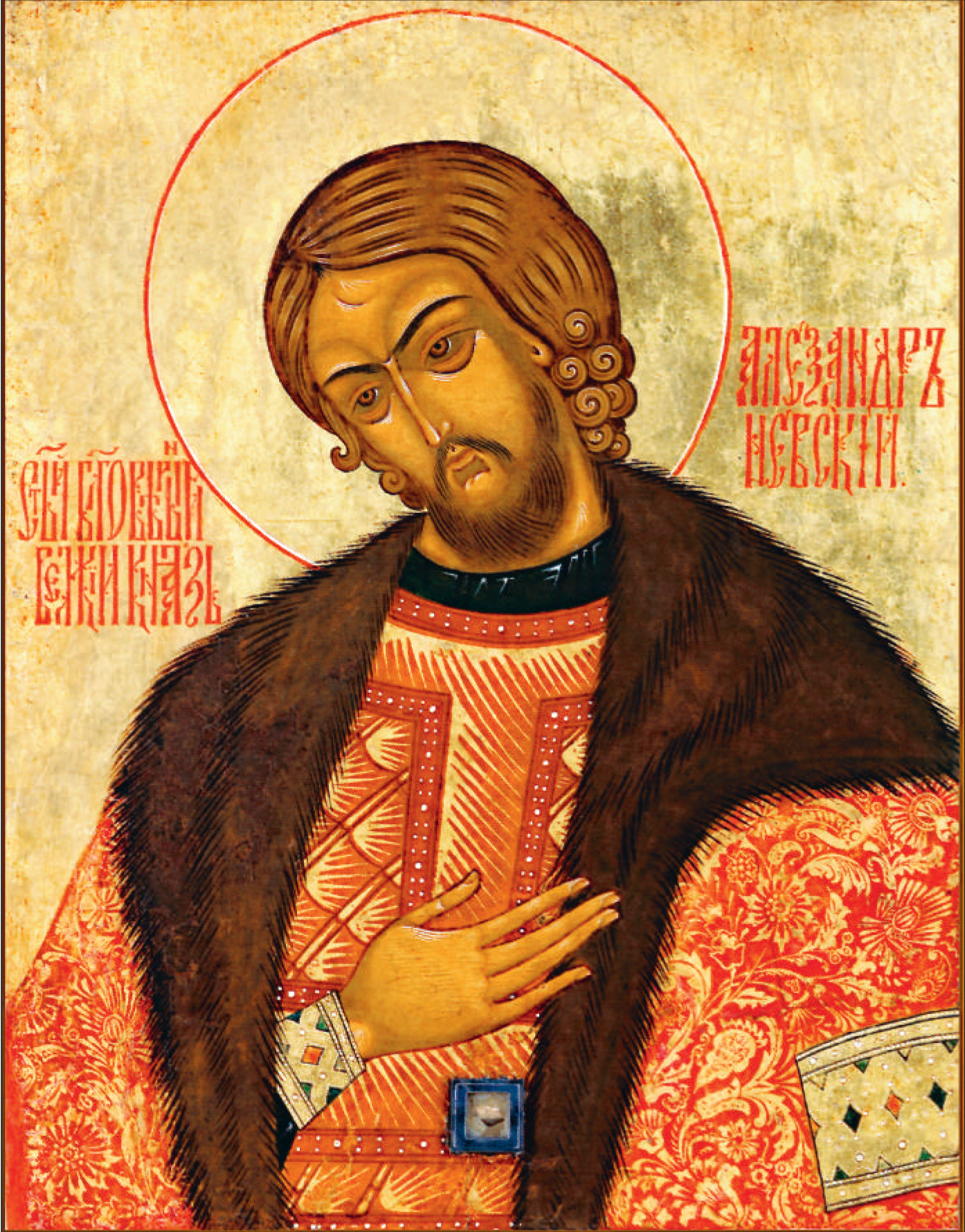
Św. Aleksander Newski

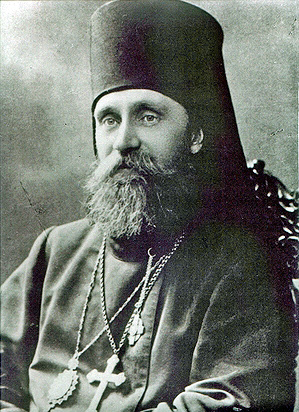
Św. biskup Platon (Kulbusch)

Sobór Świętych Ziemi Estońskiej – jedna z grup świętych czczonych przez Rosyjski Kościół Prawosławny. W jej skład wchodzą święci, których życie i działalność przynajmniej w swojej części miały związek z obecnością prawosławia na terytorium współczesnej Estonii. Pamięć Soboru Świętych Ziemi Estońskiej jest obchodzona w Cerkwi 18 listopada według kalendarza juliańskiego i 1 grudnia według kalendarza gregoriańskiego. 